# Mykola Malomuzj
Mykola Malomuzj, född 23 september 1955, är en ukrainsk politiker och kandidat i presidentvalet 2014.